# Pessoas Normais
Pessoas Normais (Normal People) é um romance da autora irlandesa Sally Rooney publicado em 2018. É o segundo romance de Rooney, posterior a Conversas entre Amigos (2017). Foi publicado pela Faber & Faber a 30 de agosto de 2018. O livro se tornou um best-seller nos Estados Unidos e vendeu quase 64.000 cópias de capa dura em seus primeiros quatro meses de lançamento.
Uma adaptação televisiva homônima, indicada ao Emmy, foi ao ar a partir de abril de 2020 na BBC Three e no Hulu. Vários jornais o classificaram como um dos melhores livros da década de 2010.

## Sinopse
O romance segue o complexo relacionamento de dois adolescentes, Marianne e Connell, estudantes da mesma escola em County Sligo, Irlanda e, depois, da Trinity College Dublin (TCD). Ocorre durante a crise econômica irlandesa pós-2008, de 2011 a 2015.
Connell é popular, atraente e altamente inteligente; começa, pelo fato de sua mãe trabalhar como faxineira na casa de Marianne, um relacionamento com a menina esquisita, intimidadora, mas não menos inteligente.
Connell impõe sigilo ao caso, por vergonha e medo de que algum de seus amigos viesse a descobri-lo. Entretanto, acaba frequentando a Trinity, com Marianne, após o verão e a reconciliação. Marianne floresce na universidade, torna-se bonita e popular, enquanto Connell luta, pela primeira vez em sua vida, para se enturmar.
A dupla entra e sai da vida um do outro ao longo de seus anos de universidade, desenvolvendo um vínculo intenso que traz à tona os traumas e inseguranças que os tornam quem são.

## Recepção
Pessoas Normais recebeu grande aclamação da crítica. O romance foi listado para o Man Booker Prize de 2018. Foi votado, no mesmo ano, como o Livro do Ano da Waterstones e ganhou "Melhor Romance" no Costa Book Awards. Em 2019, o romance foi indicado para o Prêmio Feminino de Ficção e considerado 25º melhor livro do século XXI pelo The Guardian.
A mídia irlandesa descreveu o livro como polêmico, pelo fato de Rooney se descrever como marxista e o livro apresentar discussões sobre o Manifesto Comunista e o romance feminista O carnê dourado de Doris Lessing.
Os editores da Entertainment Weekly classificaram o livro como o 10º melhor da década, de acordo com Seija Rankin: "Ambos os romances de Sally Rooney capturam as idiossincrasias dos millenials com honestidade crua e poder de observação impecável. Mas o que ela fez em Conversas entre Amigos, aperfeiçoou em Pessoas normais ."
| Prêmio                               | Ano  | Resulatado |  |
| ------------------------------------ | ---- | ---------- |  |
| Costa Book Awards de Melhor Romance  | 2018 | Ganhou     |  |
| British Book Award para Livro do Ano | 2019 | Ganhou     |  |
| Man Booker Prize                     | 2018 | Indicado   |  |
| Prêmio Feminino de Ficção            | 2019 | Indicado   |  |

## Adaptação
Em maio de 2019, a BBC Three e o Hulu anunciaram uma nova série de TV baseada no romance, Normal People, que estava sendo produzida. Teve sua estreia aos 26 dias de abril de 2020 na BBC Three. Na Irlanda, a série começou a ser exibida no RTÉ One em 28 de abril de 2020. A série é estrelada por Daisy Edgar-Jones e Paul Mescal, como Marianne e Connell, respectivamente.